# Перепис населення в окупованому Криму (2014)
Перепис населення Республіки Крим та місті Севастополь, що перебувають під тимчасовою окупацією Росії. Не визнається державою Україна та більшістю країн світу.
Перепис населення проходив по так званому Кримському федеральному окрузі проводився за участю федеральної влади Російської Федерації з 14 по 25 жовтня 2014 року. Оголошення попередніх підсумків перепису здійснено в грудні 2014 року. Остаточні підсумки повинні бути опубліковані до 1 травня 2015 року. Перепис є першою подібною подією на території Республіки Крим і Севастопольської міськради після їх захоплення Росією. Однією з цілей перепису названо уточнення соціально-демографічних змін на півострові, що відбулися з моменту проведення останнього перепису населення. Бюджет перепису склав 387 млн руб. Гроші були виділені з федерального бюджету РФ. За міжпереписний період 2001—2014 років населення республіки Крим скоротилося на 135 тис. осіб або на 6,7 %. Населення Севастопольської міськради, навпаки, збільшилося на 18 тисяч або на 4,8 %. Перепис мав примусовий характер: ухилення від відповідей в анкеті передбачалася адміністративна відповідальність, єдине питання яке дозволене без відповіді — національність. Подібна примусова міра була введена через те, що багато мешканців окупованого Криму бойкотували незаконний перепис населення та відмовлялись приймати в ньому участь.

## Передумови
У світовій практиці переписи населення проводяться кожні п'ять (Канада) або десять років (Росія, США та ін.) Через брак бюджетних коштів в Україні перший і єдиний в її складі перепис населення в Криму відбувся у 2001 році. За більш ніж 13 років, що минули з моменту проведення цього перепису, виникла необхідність уточнити національний і релігійний склад населення регіону, а також підтвердити чисельність вимушених біженців і переселенців, у тому числі представників раніше депортованих народів, які повертаються на малу батьківщину. Недооблік в цих категоріях, за оцінками місцевої влади, може досягати 10-15 %.

## Проведення
У переписний анкеті було 33 питання, в тому числі про місце мешкання, сімейний стан, національності та рівні доходів. Питання перепису 2014 року в Криму були ідентичні питанням, які задавали росіянам під час всеросійського перепису населення у 2010 році[джерело?]. Анкета заповнювалася виключно зі слів людини, при цьому кожен опитуваний вирішував сам, на які питання він бажав відповісти. Тимчасово проживаючі могли також відповісти на питання про цілі приїзду і тривалість перебування в Криму. У ході перепису тимчасові робочі місця отримали понад 9,5 тис. осіб (з них понад 1,5 тис. у Севастополі). Розмір середньої винагороди склав 13,2 тис. руб., що було майже в 2,5 рази більше, ніж той розмір винагороди, який виплачувався переписувачам при проведенні Всеросійського перепису 2010 року. Відповісти на питання мешканці Криму могли не тільки вдома, але й на спеціальних переписних пунктах (в самому лише Севастополі їх було 106).
Проблема відмови від участі в переписі
За словами керівника Росстату було виявлено цілу низку причин, за якими мешканці Криму відмовлялися від участі в переписі:
- у них є родичі в Україні
- вони не прийняли російське громадянство
- вони не визнають підсумки референдуму щодо приєднання Криму до Росії
- вони неофіційно знімають житло і не хочуть «підводити» господарів, так як участь у переписі може, на їхню думку, привернути увагу податкових органів
- у зазначеному житловому приміщенні проживають незареєстровані люди.

Більшість тих, що відмовилися від перепису, були переписані у тому ж порядку, як і при проведенні Всеросійського перепису населення 2010 року в Росії, тобто на підставі наявних відомостей в адміністративних органах за місцем реєстрації, звідки були отримані відомості про стать і вік таких мешканців.
У Білогірському районі (є місцем компактного проживання кримських татар) мали місце факти масової відмови від перепису, у зв'язку з чим співробітникам переписних ділянок довелося вести додаткову роз'яснювальну діяльність серед населення, що відмовляється брати участь у переписі, після чого відсоток відмови у даному районі скоротився майже до нуля.
Від участі у переписі відмовилося лише 0,6 % населення або 14 754 людей. Всього через ЖЕКи були враховані 2,5 % загального числа переписаних, у тому числі 0,6 % тих, що відмовилися брати участь у переписі, і 1,9 % відсутніх за місцем проживання протягом усього періоду проведення перепису. Для порівняння, у Всеросійському переписі населення 2010 року не брали участь у переписі (включаючи тих, за якими відомості були отримані з адміністративних джерел) 3,9 % від населення РФ, у тому числі близько 2 % відмовилися відповідати на запитання. Категорія населення «відсутніх за місцем проживання» складалася з тих, хто з 14 по 25 жовтня 2014 року перебував в іншому місці, або це був своєрідний варіант «тихого протесту», коли мешканці, які відмовляються від участі у переписі, не відчиняли двері, коли приходили переписувачі. Найбільш проблемним регіоном Криму у цьому відношенні виявилася Ялта, де, на думку керівника Росстату, значна кількість «заможних» мешканців відмовлялися пускати до себе переписувачів, що нагадувало аналогічну ситуацію у ході проведення Всеросійського перепису населення 2010 року в місті Москві.

## Результати перепису
У травні 2015 року будуть підведені остаточні підсумки перепису населення в територіальному розрізі (до рівня одиниць адміністративно-територіального поділу та населених пунктів): чисельність і розміщення населення, його демографічні, соціально-економічні, етно-лінгвістичні характеристики, житлові умови, числі і складі домогосподарств і сімейних осередків. Повні підсумки Перепису населення в Кримському федеральному окрузі будуть опубліковані до кінця 2015 року на офіційному сайті Росстату і сайтах територіальних органів Росстату по Республіці Крим та місту федерального значення Севастополю. Підсумки перепису будуть опубліковані по 11 розділах:
- Розділ 1. Чисельність і розміщення населення
- Розділ 2. Статево-віковий склад і стан в шлюбі
- Розділ 3. Освіта
- Розділ 4. Національний склад і володіння мовами, громадянство
- Розділ 5. Джерела коштів для існування
- Розділ 6. Число і склад домогосподарств
- Розділ 7. Економічно активне та економічно неактивне населення
- Розділ 8. Тривалість проживання населення в місці постійного проживання
- Розділ 9. Житлові умови населення
- Розділ 10. Народжуваність
- Розділ 11. Населення, що покинуло територію України у зв'язку з військовими діями

Розділ 11 «Населення, що покинуло територію України у зв'язку з воєнними діями» унікальний, він був введений вперше саме для Перепису населення в Кримському федеральному окрузі. У підсумкових матеріалах перепису буде дана загальна чисельність населення, яке покинуло територію України у зв'язку з військовими діями і врахований при Переписі населення в Кримському федеральному окрузі як постійне, з поділом його на населення, яке на момент перепису мешкало в приватних домогосподарствах, а також те, що перебувало в інституційних закладах. Будуть наведені відомості про розподіл населення, яке покинуло територію України у зв'язку з воєнними діями, за віком, статтю, і національністю.

### Попередні підсумки
Попередні підсумки перепису населення, оголошені 16 грудня 2014 року, були отримані до обробки переписних матеріалів на основі тільки ручного підрахунку переписних аркушів, заповнених тимчасовими переписними працівниками, з урахуванням приєднання підсумків перепису спеціальних контингентів населення.
На території Кримського федерального округу чисельність постійного населення склала 2284,4 тис. осіб, у тому числі в Республіці Крим мешкає 1889,4 тис. осіб (82,7 %), у місті федерального значення Севастополі — 395 тис. осіб (17,3 %). Попередні результати перепису розходяться з даними поточного обліку населення, здійснюваними територіальними органами Росстату. Так чисельність постійного населення Республіки Крим, обчислена територіальними органами Росстату за даними поточного обліку населення на 1 листопада 2014 року, становила 1 967,0 тисяч осіб і була на 77,6 тисячі осіб (на 4,1 %) вище тієї, що була отримана в результаті перепису. Територіальний орган Росстату по Місту федерального значення Севастополю за даними поточного обліку населення оцінював чисельність постійного населення Міста федерального значення Севастополя на 1 листопада 2014 року в розмірі 392,5 тисяч осіб, тобто на 2,5 тисячі осіб (0,6 %) менше, ніж за попередніми даними перепису.
| Категорія населення | Все населення | у тому числі | у тому числі |
| Категорія населення | Все населення | чоловіки     | жінки        |
| --- | ------------- | ------------ | ------------ |
| Всього враховано, тис. осіб | 2 293,3       | 1 056,8      | 1 236,5      |
| у тому числі: |               |              |              |
| постійне населення | 2 284,4       | 1 052,6      | 1 231,8      |
| особи, що тимчасово перебували на території Кримського федерального округу, які постійно проживають за межами Російської Федерації | 8,9           | 4,2          | 4,7          |

|                                         | тисяч осіб | тисяч осіб | у відсотках до загальної чисельності населення | у відсотках до загальної чисельності населення |
| міське                                  | сільське   | міське     | сільське                                       |                                                |
| --------------------------------------- | ---------- | ---------- | ---------------------------------------------- | ---------------------------------------------- |
| Республіка Крим                         | 958,2      | 931,2      | 50,7                                           | 49,3                                           |
| Місто федерального значення Севастополь | 364,8      | 30,2       | 92,4                                           | 7,6                                            |
| Кримський федеральний округ             | 1 323,0    | 961,4      | 57,9                                           | 42,1                                           |

У порівнянні з даними поточної статистики, які публікувалися територіальними органами Росстату по Республіці Крим та Місту федерального значення Севастополю, при обробці матеріалів перепису населення були враховані зміни в адміністративно-територіальному устрої зазначених суб'єктів Російської Федерації. У Республіці Крим відповідно до Закону Республіки Крим від 6 червня 2014 р. № 18-ЗРК «Про адміністративно-територіальний устрій Республіки Крим» селища міського типу були віднесені до сільських населених пунктів, що призвело до різкого статистичному скорочення чисельності і частки міського населення і зростанню чисельності і частки сільського населення.
Так згідно з даними поточного обліку населення Республіки Крим на 1 листопада 2014 року чисельність міського населення становила 1 мільйон 224,4 тисячі осіб (62,2 % усього населення), сільського населення — 742,7 тисячі осіб (37,8 %), тоді як згідно з попередніми підсумками Перепису населення в Кримському федеральному окрузі чисельність міського населення Республіки Крим на 14 жовтня 2014 року склала 958,2 тисячі осіб (менше, ніж за оцінкою на 1 листопада, на 266,2 тисяч чоловік), а частка міського населення складала 50,7 % (на 11,5 відсоткові пункти менше, ніж за оцінкою на 1 листопада), чисельність сільського населення склала за попередніми підсумками перепису 931,2 тисяч (на 188,5 тисячі більше, ніж за оцінкою на 1 листопада), а частка сільського населення склала 49,3 %, тобто на 11,5 відсоткових пунктів більше, ніж за оцінкою на 1 листопада. Відносно Міста федерального значення Севастополя поточні оцінки на 1 листопада чисельності міського населення становили 368,4 тисячі осіб (93,9 % всього населення суб'єкту РФ), що на 3,6 тисячі осіб (на 1,5 відсоткові пункти) більше, ніж згідно з попередніми підсумками перепису, а чисельність сільського населення на 1 листопада оцінювалася в розмірі 24,1 тис. мешканців (6,1 %), що менше на 6,1 тисяч осіб (на 1,5 відсоткові пункти).
|                                           | Всього місь- ких насе- ле- них пунк- тів | у тому числі міських населе- них пунктів с чисельністю постійного населення | у тому числі міських населе- них пунктів с чисельністю постійного населення | у тому числі міських населе- них пунктів с чисельністю постійного населення | у тому числі міських населе- них пунктів с чисельністю постійного населення | Всього сіль- ських насе- ле- них пунк- тів | у тому числі сільських населе- них пунктів з чисельністю постійного населення | у тому числі сільських населе- них пунктів з чисельністю постійного населення | у тому числі сільських населе- них пунктів з чисельністю постійного населення | у тому числі сільських населе- них пунктів з чисельністю постійного населення | у тому числі сільських населе- них пунктів з чисельністю постійного населення |
| менше 50 000 мешка- нців                  | Всього місь- ких насе- ле- них пунк- тів | 50 000- 99 999 мешка- нців                                                  | 100 000- 249 999 мешка- нців                                                | 250 000 мешка- нців                                                         | 0 мешка- нців (без насе- ле- ння                                            | Всього сіль- ських насе- ле- них пунк- тів | до 50 мешка- нців                                                             | від 51 до 100 мешка- нців                                                     | от 101 до 500 мешка- нців                                                     | понад 500 мешка- нців                                                         |                                                                               |
| ----------------------------------------- | ---------------------------------------- | --------------------------------------------------------------------------- | --------------------------------------------------------------------------- | --------------------------------------------------------------------------- | --------------------------------------------------------------------------- | ------------------------------------------ | ----------------------------------------------------------------------------- | ----------------------------------------------------------------------------- | ----------------------------------------------------------------------------- | ----------------------------------------------------------------------------- | ----------------------------------------------------------------------------- |
| Республіка Крим                           | 16                                       | 11                                                                          | 2                                                                           | 2                                                                           | 1                                                                           | 1 003                                      | 11                                                                            | 74                                                                            | 88                                                                            | 361                                                                           | 469                                                                           |
| Місто федераль- ного значення Севастополь | 1                                        | -                                                                           | -                                                                           | -                                                                           | 1                                                                           | 39                                         | -                                                                             | 3                                                                             | 1                                                                             | 13                                                                            | 22                                                                            |
| Кримський федеральний округ               | 17                                       | 11                                                                          | 2                                                                           | 2                                                                           | 2                                                                           | 1 042                                      | 11                                                                            | 77                                                                            | 89                                                                            | 374                                                                           | 491                                                                           |

У Республіці Крим у ході перепису були виявлені 11 сільських населених пунктів, в яких відсутнє населення: у Джанкойському, Кіровському, Красногвардійському, Первомайському, Сакському районах, а в Бахчисарайському і Радянському районах було по 2 таких населених пункти.
| Міський округ | Всього, тис. осіб | у тому числі | у тому числі |
| Міський округ | Всього, тис. осіб | міське       | сільське     |
| ------------- | ----------------- | ------------ | ------------ |
| Сімферополь   | 350,6             | 330,5        | 20,1         |
| Керч          | 147,0             | 147,0        | -            |
| Ялта          | 133,6             | 84,5         | 49,1         |
| Євпаторія     | 119,3             | 105,7        | 13,6         |
| Феодосія      | 101,0             | 69,1         | 31,9         |

|                                         | тисяч осіб | тисяч осіб    | Питома вага чоловіків в загальній чисельності населення, у% | Питома вага чоловіків в загальній чисельності населення, у% | Питома вага чоловіків в загальній чисельності населення, у% |
| чоловіки                                | жінки      | все населення | міське                                                      | сільське                                                    |                                                             |
| --------------------------------------- | ---------- | ------------- | ----------------------------------------------------------- | ----------------------------------------------------------- | ----------------------------------------------------------- |
| Республіка Крим                         | 868,4      | 1 021,0       | 46,0                                                        | 45,0                                                        | 47,0                                                        |
| Місто федерального значення Севастополь | 184,2      | 210,8         | 46,6                                                        | 46,6                                                        | 47,4                                                        |
| Кримський федеральний округ             | 1 052,6    | 1231,8        | 46,1                                                        | 45,4                                                        | 47,0                                                        |

## Національний склад
Точні дані про мовний та національний склад населення півострова з'являться тільки після автоматичної обробки даних у травні 2015 року.
19 березня 2015 року стали відомі деякі статистичні дані, щодо національного та мовного складу населення півострова. У порівнянні з всеукраїнської переписом населення 2001 року, за словами Нікітіної, збільшилася чисельність росіян на 2,7 %, вірмен — на 9 %, а чисельність українців скоротилася на 40 %, білорусів — на 38 %.
При переписі отримані різні варіанти відповідей, так національність «росіянин» (а не «руський») вказала 691 особа, як «кримчанин» — 551 особа, як «севастополець» — 2 людини. «Слов'янами» за національністю вважають себе 104 особи, «індусами» — 270, «мусульманами» — 22, «православними» і «християнами» — по 2. Перепис виявив 9 осіб з національністю «ідн» (відносяться до євреїв), 3 тамілнадця (відносяться до індійців), 1 каролпака.
Міжпереписна динаміка національного складу:
|                 | Ос., 1989 | Частка від вказавших свою національність % 1989 | осіб, 2001 | Частка від вказавших свою національність % 2001 | осіб, 2014 | Частка від вказавших свою національність % 2014 |
| --------------- | --------- | ----------------------------------------------- | ---------- | ----------------------------------------------- | ---------- | ----------------------------------------------- |
| росіяни         | 1 629 542 | 67,05                                           | 1 450 394  | 60,67                                           | 1 492 078  | 67,90                                           |
| українці        | 625 919   | 25,75                                           | 576 647    | 24,12                                           | 344 515    | 15,68                                           |
| кримські татари | 38 365    | 1,58                                            | 245 291    | 10,26                                           | 232 340    | 10,57                                           |
| татари          | 10 762    | 0,44                                            | 13 602     | 0,57                                            | 44 996     | 2,05                                            |
| білоруси        | 50 054    | 2,06                                            | 35 157     | 1,47                                            | 21 694     | 0,99                                            |
| вірмени         | 2 794     | 0,11                                            | 10 088     | 0,42                                            | 11 030     | 0,50                                            |
| інші            | 73 059    | 3,01                                            | 70 030     | 2,93                                            | 50 911     | 2,32                                            |
| вказали         | 2 430 495 | 100,00                                          | 2 390 319  | 100                                             | 2 197 564  | 100,00                                          |
| не вказали      | 0         |                                                 | 10 890     |                                                 | 87 205     |                                                 |
| Всього:         | 2 430 495 |                                                 | 2 401 209  |                                                 | 2 284 769  |                                                 |

Етнічний склад за даними перепису населення, 2014:
| Національність            | Кримський федеральний округ | Республіка Крим | місто Севастополь |
| ------------------------- | --------------------------- | --------------- | ----------------- |
| Росіяни                   | 1 492 078                   | 1 188 978       | 303 100           |
| Українці                  | 344 515                     | 291 603         | 52 912            |
| Кримські татари           | 232 340                     | 229 526         | 2 814             |
| Татари                    | 44 996                      | 42 254          | 2 742             |
| Білоруси                  | 21 694                      | 17 919          | 3 775             |
| Вірмени                   | 11 030                      | 9 634           | 1 396             |
| Азербайджанці             | 4 432                       | 3 738           | 694               |
| Узбеки                    | 3 466                       | 3 265           | 201               |
| Молдовани                 | 3 147                       | 2 573           | 574               |
| Євреї                     | 3 144                       | 2 543           | 601               |
| Корейці                   | 2 983                       | 2 820           | 163               |
| Греки                     | 2 877                       | 2 646           | 231               |
| Поляки                    | 2 843                       | 2 435           | 408               |
| Цигани                    | 2 388                       | 2 381           | 7                 |
| Чуваші                    | 1 990                       | 1 529           | 461               |
| Болгари                   | 1 868                       | 1 506           | 362               |
| Німці                     | 1 844                       | 1 648           | 196               |
| Мордва                    | 1 601                       | 1 334           | 267               |
| Грузини                   | 1 571                       | 1 280           | 291               |
| Турки                     | 1 465                       | 1 413           | 52                |
| Інші                      | 15 292                      | 12 667          | 2 625             |
| Вказали національність    | 2 197 564                   | 1 823 692       | 373 872           |
| Не вказали національність | 87 205                      | 67 773          | 19 432            |
| Все населення             | 2 284 769                   | 1 891 465       | 393 304           |

## Мови
Міжпереписна динаміка мовного складу:
| Рідна мова        | Частка %, 1989 | Частка %, 2001 | Частка %, 2014 |
| ----------------- | -------------- | -------------- | -------------- |
| російська         | 82,64          | 79,11          | 84             |
| кримськотатарська | 1,8            | 9,63           | 7,9            |
| татарська         | 0,08           | 0,37           | 3,7            |
| українська        | 13,66          | 9,55           | 3,3            |

Рідною мовою російську назвали 79,7 % українців, 24,8 % татар і 5,6 % кримських татар. Для 0,1 % росіян рідною мовою є українська.

## Громадянство
97,5 % респондентів, які вказали громадянство, є громадянами Російської Федерації (2,2 млн чоловік), при цьому у 5,7 тис. російських громадян у Криму є друге громадянство. 51,8 тис. мешканців Криму мають громадянство інших держав, з них 46,7 тис. осіб — українське. 3,4 тис. мешканців Криму — особи без громадянства.